# R-73
O Vympel R-73 (designação da OTAN: AA-11 Archer) é um míssil ar-ar originalmente desenvolvido e produzido pela Vympel NPO.
Teve a sua entrada no serviço ativo da Força Aérea Soviética em 1984 e, desde então, foi adotado por diversos países com proximidade diplomática e estados satélite do Pacto de Varsóvia e Mongólia. Alguns dos países que surgiram com o colapso da União ainda empregam este míssil

## Desenvolvimento
O R-73 foi desenvolvido para substituir o R-60 (AA-8 'Aphid') para mísseis ar-ar em caças de curto alcance pela União Soviética. O programa começou em 1973, com os primeiros mísseis entrando em serviço em 1984. 
O R-73 é um míssil guiado à infravermelho, com um captador de criogenia sensível, possuindo capacidade substancial de visualização, podendo localizar alvos até 40º além da linha central do míssil.  O alvo pode ser indicado com uso de um HMS, possibilitando que os pilotos possam designar o alvo ao vê-lo. O alcance mínimo para engajamento é de 300 metros, com o raio aerodinâmico máximo perto de 30 km (19 mi) em altitude. Possui capacidade de ser usado em uma amplitude de aeronaves, como do MiG-29, MiG-31, Su-27, Su-34 e Su-35; e podem ser utilizados nas versões mais atualizadas dos seguintes: MiG-21, MiG-23, Sukhoi Su-24 e Su-25.  No caso da Índia, busca por adaptações estão sendo feitas para o HAL Tejas. Possui compatibilidade com helicópteros de matriz russa, incluindo o Mil Mi-24, Mil Mi-28 e Kamov Ka-50/52.
O R-73 é um míssil altamente manobrável. Dogfights realizadas entre a Força Aérea dos Estados Unidos e a Força Aérea Alemã, esta usando Mig-29 provenientes da extinta República Democrática Alemã, com R-73 e localização de alvos pelo HMS, indicaram o alto grau de capacidade de "off-boresight" do míssil, que pode fazer diferença significativa em combate aproximado. Possui sistema mecânico simples, porém efetivo sistema de empuxo vetorial. O R-73  promoveu o desenvolvimento de vários mísseis ar-ar ocidentais, incluindo o ASRAAM, IRIS-T, MICA IR, Python IV e a versão Sidewinder, além do AIM-9X que entrou em operação em 2003.
A partir do ano de 1994, o R-73 foi atualizado para a versão R-73M como padrão, o qual entrou em serviço na Comunidade dos Estados Independentes em 1997. Tal versão possui maior alcance e ângulo de busca de alvos (60º além da linha central), assim como melhor sistema IRCCM (contra medidas de infravermelho). Desenvolvimentos posteriores incluíram o R-74(izdeliye 740), e a variante de exportação RVV-MD. 
A variante melhorada do R-74, o K-74M (izdeliye 750) possui sistemas totalmente digitais e reprogramáveis, com foco no uso em aeronaves como o MiG-35, MiG-29K/M/M2, Su-27SM, Su-30MK e Su-35S. A última atualização, conhecida como  K-74M2 (izdeliye 760), possui o propósito de uso em aeronaves quinta geração como o Sukhoi PAK FA. Tal variante foi reduzida na seção interna para maior capacidade de armamentos e coincidir com a performance do AIM-9X e ASRAAM. Uma versão chamada K-MD (izdeliye 300) vai substituir o  K-74M2 no futuro. 

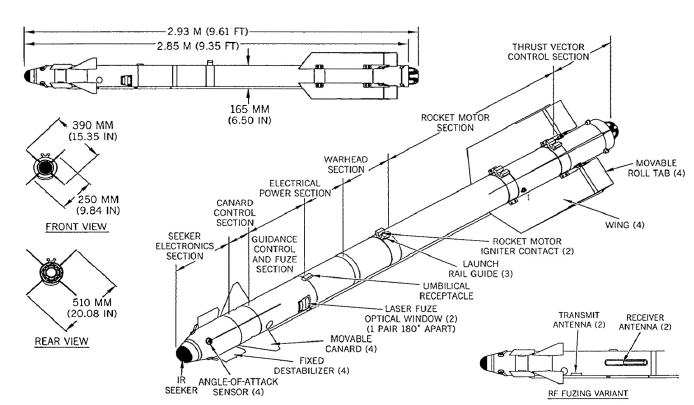
Esquema interno do R-73

## Histórico operacional
Em 24 de fevereiro de 1996, dois Cessna 337 (Skymaster) da organização Brothers to the Rescue foram interceptados por um MiG-29UB da Força Aérea Cubana. Ambas foram abatidas por mísseis R-73.
No decorrer da Guerra Eritreia-Etiópia, entre maio de 1998 e junho de 2000, mísseis R-73 foram usados em combates entre aeronaves Su-27 etíopes e MiG-29 eritreus.
Em 18 de março de 2008, um MiG-29 russo interceptou, com recurso a um R-73, um VANT Elbit Hermes 450 georgiano sobre a Abecásia.

## Variantes
- R-73 – Padrão com ±45° de "off-boresight" (busca além da linha central).
- R-73M – Modelo melhorado da versão anterior.
- R-74 (izdeliye 740) – Variante melhorada com ±60° de "off-boresight".
- RVV-MD – Modelo de exportação da R-74.
- K-74M (izdeliye 750) – Modelo melhorado com ±75° de "off-boresight".
- K-74M2 (izdeliye 760) – Última versão desenvolvida para caças quinta geração como o Sukhoi PAK FA (Su-57).

## Operadores

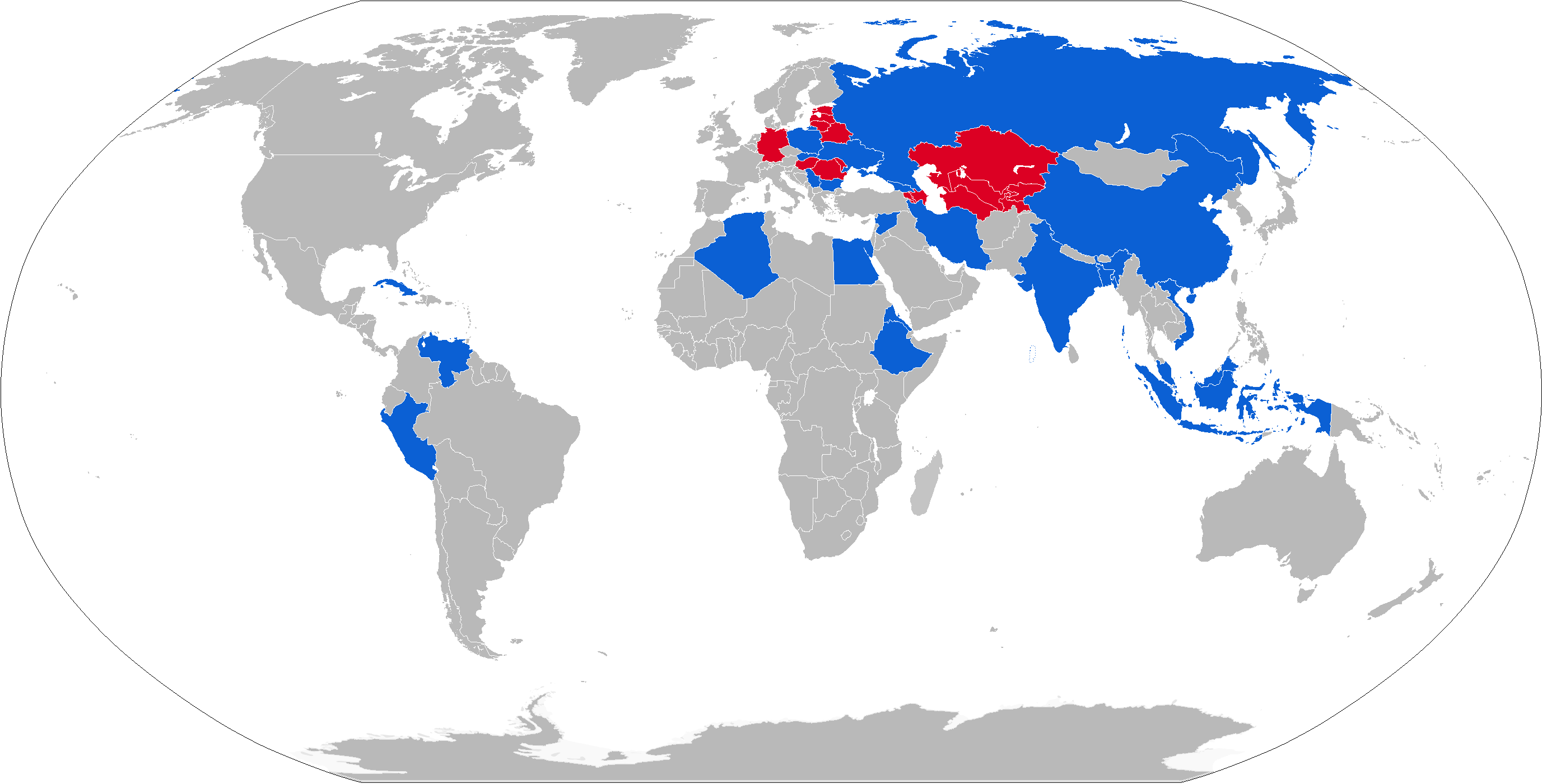
Operadores militares do R-73:
Operadores
Ex-operadores

### Atuais
- Argélia[10]
- Bangladesh[11]
- Bulgária
- China
- Coreia do Norte
- Cuba
- Egito
- Eslováquia
- Eritreia
- Etiópia
- Georgia: opera nos Su-25KM Scorpion.
- Índia
- Indonésia
- Irã
- Malásia
- Peru
- Polônia
- Rússia
- Sérvia
- Síria
- Ucrânia
- Venezuela
- Vietnã

### Antigos
- Alemanha
- Alemanha Oriental
- Hungria
- Romênia
- União Soviética

#### Outros mísseis soviéticos / russos da Vympel NPO:
- K-13
- R-4
- R-23
- R-27
- R-33
- R-37
- R-40
- R-77

#### Outros mísseis ar-ar de curto alcance:
- MAA-1 Piranha (Brasil)
- A-Darter (Brasil & África do Sul)
- AIM-9 Sidewinder (EUA)
- AIM-92 Stinger ATAS (EUA, não confundir com o sistema portátil FIM-92 Stinger)